# Березниківські праліси
Березни́ківські праліси́ — заповідне урочище місцевого значення в Україні. Розташоване в межах Свалявського району Закарпатської області, на північ від села Березники. 
Площа 385,5 га. Статус присвоєно відповідно до рішення Закарпатської обласної ради 21.12.2017 № 1040. Перебуває у віданні ДП «Свалявське ЛГ» (Березниківське л-во кв. 10, кв. 15, кв. 23-26). 
Статус присвоєно з метою охорони букових пралісів у західній частині Полонини Боржава. У домішку зростають в'яз шорсткий, явір, ясен. Вік дерев — 70-110 років у другому ярусі, у першому — 160-240 років. 
Рельєф з численними обривами, глибокими пониженнями та чагарниковою рослинністю. Зростають аспленій сколопендровий, конвалія звичайна, живокіст серцеподібний, тимофіївка альпійська, родіола рожева. 
З фауни трапляються ведмідь бурий, кіт лісовий, борсук, рись, видра, лелека чорний, саламандра плямиста. 